# Башня Стольтинга
Ба́шня Сто́льтинга (эст. Stoltingi torn) — фортификационное сооружение, элемент крепостной стены Таллина. Памятник архитектуры XIV века. Расположена на улице Пикк, д. 68. С одной стороны башни Стольтинга находится башня Хатторпетагуне, с другой стороны — «Толстая Маргарита» и Большие Морские ворота.

## История
В 1410 году в списке начальников башен Ревеля упоминался человек по имени Стольтинк (Stoltynki). Это имя дало башне прежнее эстонское название Вяйке-Ухке (эст. Väike Uhke) — Малая Гордая, от средненемецкого слова stolt («столб») и немецкого слова stolz («гордость»).

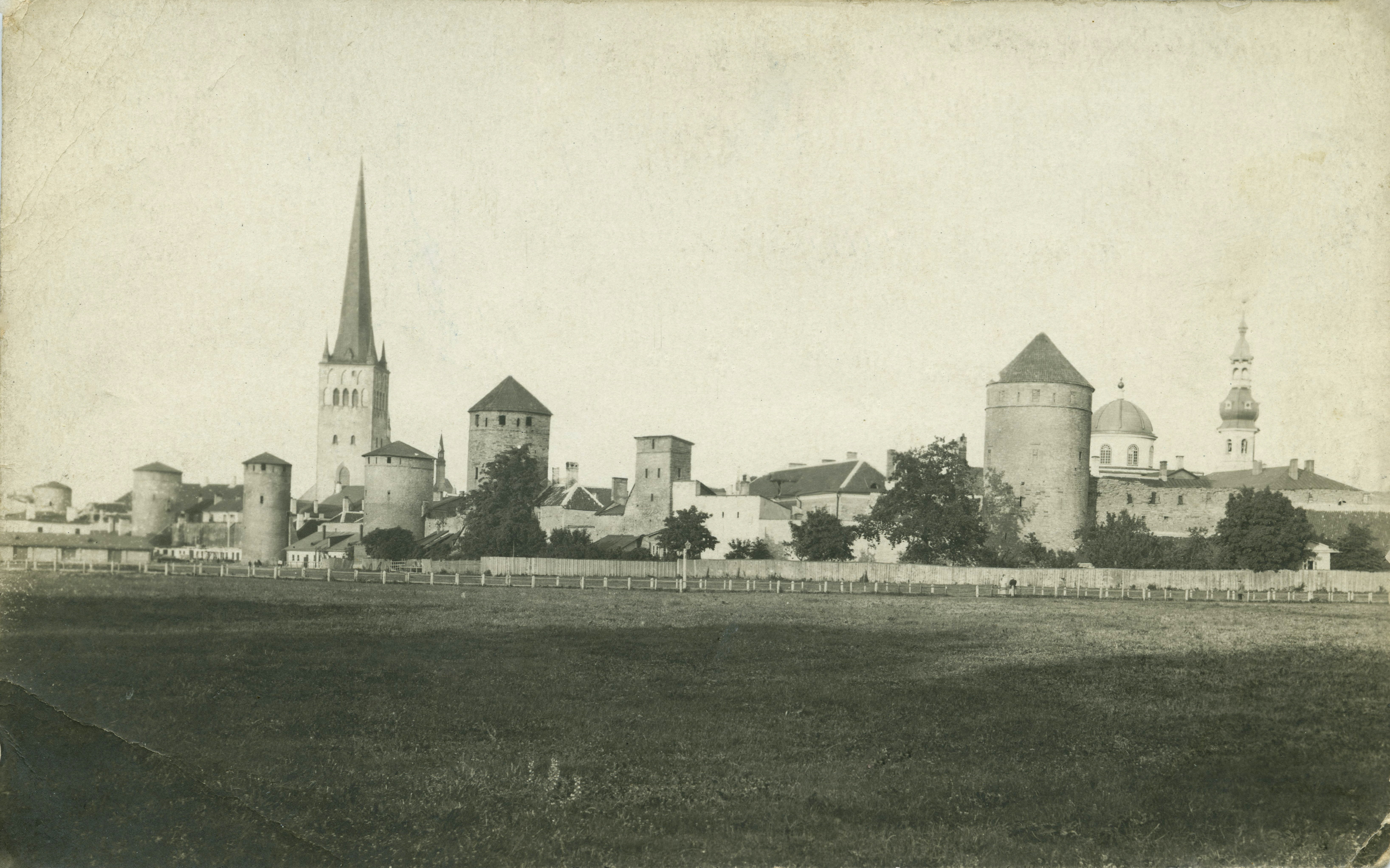
Вид на Старый город с запада, 1930-е годы. Слева на заднем плане церковь Олевисте и башня Стольтинга

Башня Стольтинга с времён датского правления была первой оборонительной башней Таллинского порта и, вероятно, являлась частью «стены Маргариты». Изначально в основном плане она была не круглой, а четырёхугольной. Так как порт являлся важным объектом стратегического значения, в 1340–1355 годах рядом с нею была построена ещё более высокая надвратная башня Больших Морских ворот. Несколько лет спустя ближе к гавани, примерно на месте нынешней трамвайной остановки, была построена ещё одна оборонительная башня, которая была разрушена в период войн XVI века.
С середины XIX века поступали сообщения о призраках, замеченных в башне Стольтинга. Считается, что их появлению способствовала старинная русская церковь, стоявшая рядом с башней более четырёхсот лет.
В 1996 году горсобрание Таллина приняло решение подать заявку на право собственности на строение номер 68 по улице Пикк с земельным участком площадью 450 м², включая башню Стольтинга и прилегающие к нему участки крепостной стены, однако осенью 1998 года в Земельную комиссию административного совета района Кесклинн было подано заявление о приватизации участка, поскольку Эстонское агентство приватизации тем временем продало строение. Владельцем башни стало издательство учебников «Avita», которое выкупило её у предыдущего владельца — акционерного общества «Bit» — преемника экспериментального комбината «Бит», в советское время выпускавшего каталоги и перфокарты. С конца 1960-х годов в башне размещались помещения клуба комбината «Бит», к которому на нижнем этаже была также пристроена сауна. Поскольку имущество не было оформлено на имя владельца, возникли трудности с ремонтом башни и городской стены.

## Современность

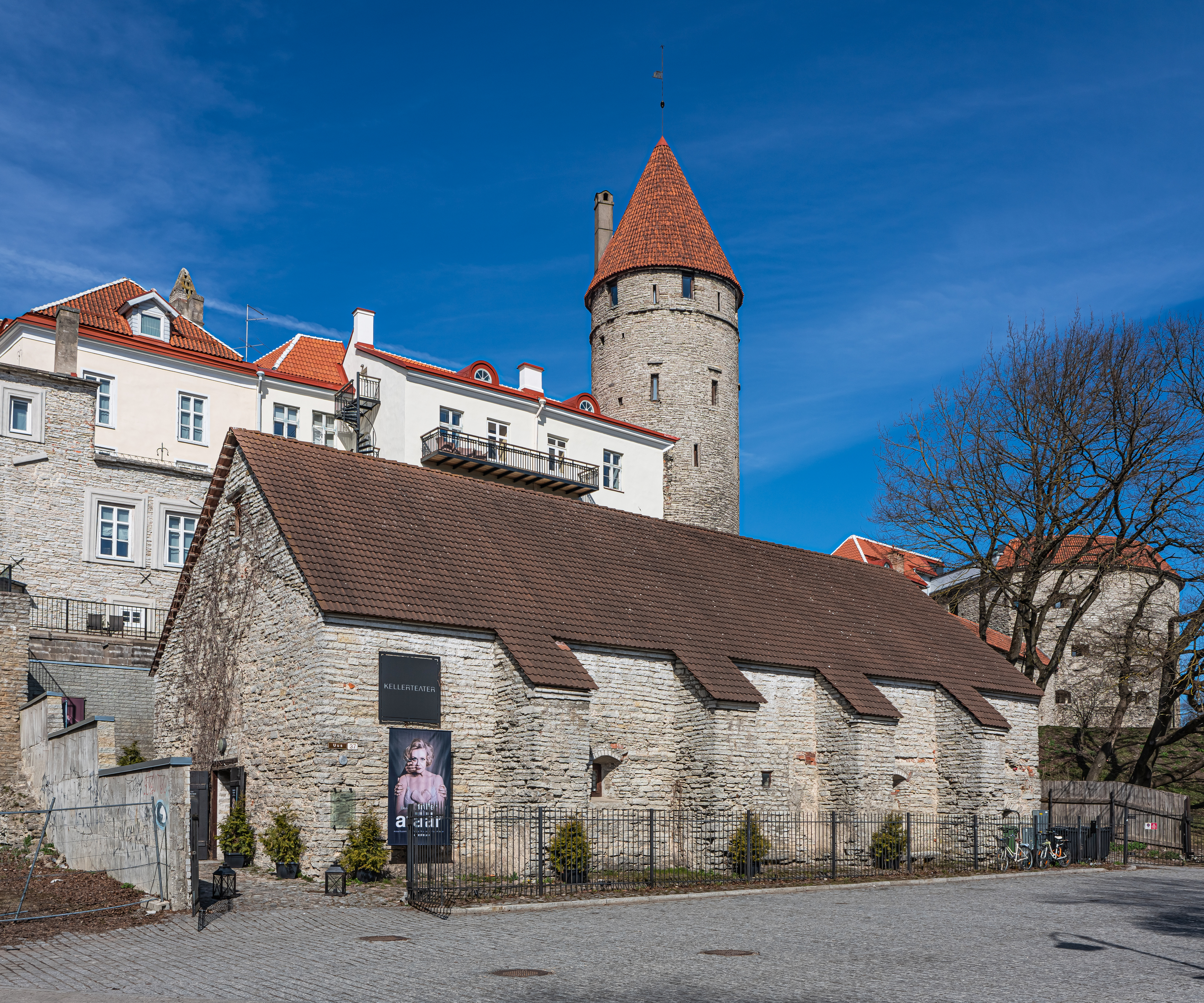
Бывший пороховой склад, на заднем плане башня Стольтинга, 2022 год

До 1999 года считалось, что под городской стеной находится мощная основа из плитняка, однако инженерное бюро, которое с 1998 года по заказу Таллинского департамента охраны старины занимается техническим обследованием городской стены, установило, что часть стены у основания башен «Толстая Маргарита» и Стольтинга построена на песчанике. Вибрация от дорожного движения и стареющая канализация  на протяжении многих лет оказывала разрушительное воздействие на почву под башней. Возникла угроза обрушения башни и стоящих рядом строений. На ремонт участка требовалось около 3–4 миллионов крон.
К 2004 году башню отреставрировали. По состоянию на 2013 год башня по-прежнему находилась в частной собственности.